# Soumont-Saint-Quentin
Pour les articles homonymes, voir Saint-Quentin (homonymie).
Soumont-Saint-Quentin est une commune française, située dans le département du Calvados en région Normandie, peuplée de 635 habitants (les Soumontais).

## Géographie
| Estrées-la-Campagne, Saint-Germain-le-Vasson | Ouilly-le-Tesson       | Ouilly-le-Tesson |
| Fontaine-le-Pin                              | Soumont-Saint-Quentin  | Olendon          |
| Potigny                                      | Potigny, Bons-Tassilly | Bons-Tassilly    |

### Hydrographie
La commune est située dans le bassin Seine-Normandie. Elle est drainée par le Laizon et divers autres petits cours d'eau,.
Le Laizon, d'une longueur de 39 km, prend sa source dans la commune de Villers-Canivet et se jette  dans la Dives à Saint-Ouen-du-Mesnil-Oger, après avoir traversé 16 communes. 

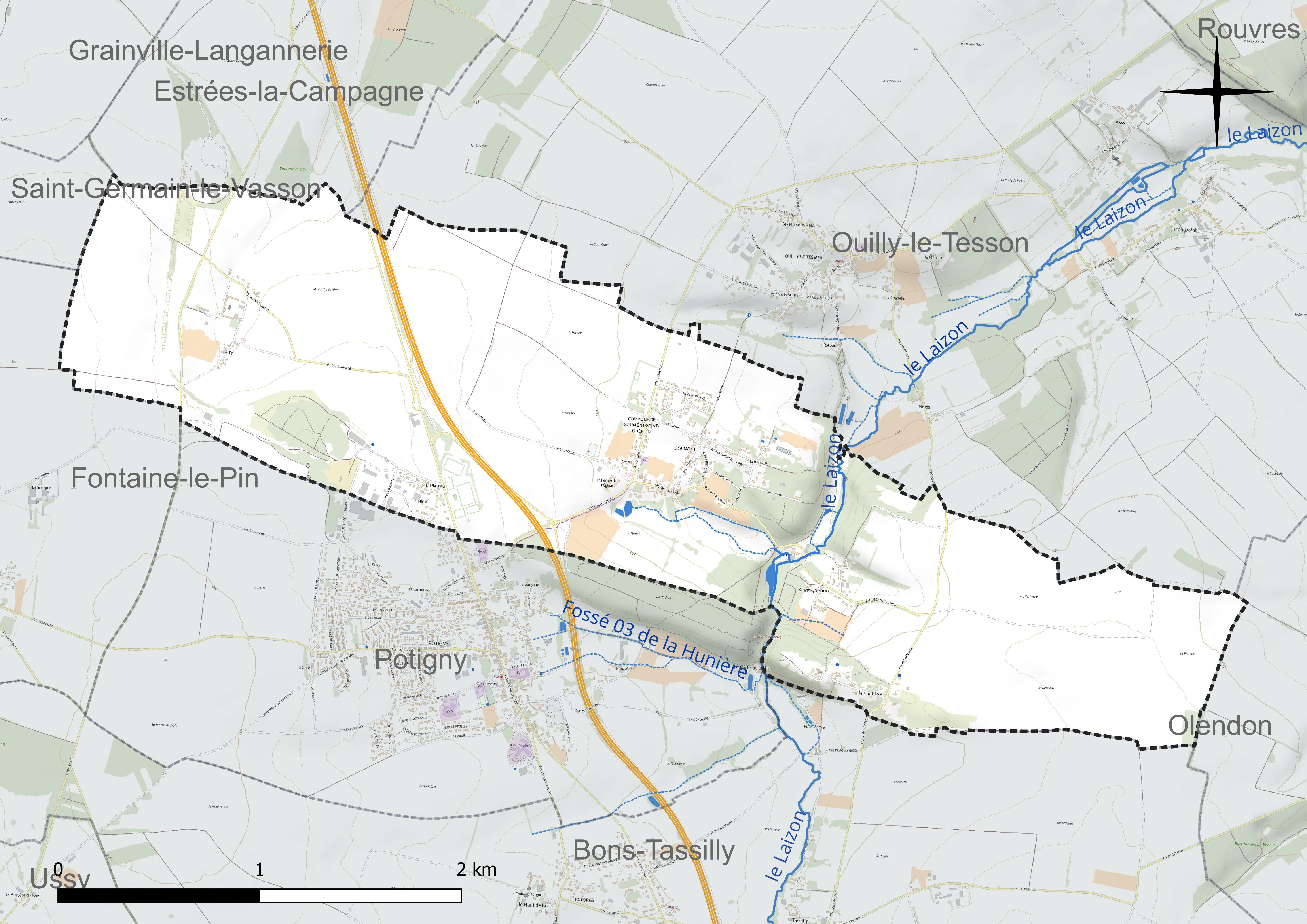
Réseau hydrographique de Soumont-Saint-Quentin.

### Climat
Pour des articles plus généraux, voir Climat de la Normandie et Climat du Calvados.
En 2010, le climat de la commune est de type climat océanique altéré, selon une étude du CNRS s'appuyant sur une série de données couvrant la période 1971-2000. En 2020, Météo-France publie une typologie des climats de la France métropolitaine dans laquelle la commune est exposée à un climat océanique et est dans la région climatique  Normandie (Cotentin, Orne), caractérisée par une pluviométrie relativement élevée (850 mm/a) et un été frais (15,5 °C) et venté. Parallèlement le GIEC normand, un groupe régional d'experts sur le climat, différencie quant à lui, dans une étude de 2020, trois grands types de climats pour la région Normandie, nuancés à une échelle plus fine par les facteurs géographiques locaux. La commune est, selon ce zonage, exposée à un « climat des plateaux abrités », correspondant à la plaine agricole de Caen à Falaise, sous le vent des collines de Normandie et proche de la mer, se caractérisant par une pluviométrie et des contraintes thermiques modérées.
Pour la période 1971-2000, la température annuelle moyenne est de 10,4 °C, avec  une amplitude thermique annuelle de 13,1 °C. Le cumul annuel moyen de précipitations est de 779 mm, avec 12,3 jours de précipitations en janvier et 7,9 jours en juillet. Pour la période 1991-2020, la température moyenne annuelle observée sur la station météorologique la plus proche, située sur la commune de Saint-Sylvain à 9 km à vol d'oiseau, est de 11,5 °C et le cumul annuel moyen de précipitations est de 681,2 mm,. Pour l'avenir, les paramètres climatiques de la commune estimés pour 2050 selon différents scénarios d'émission de gaz à effet de serre sont consultables sur un site dédié publié par Météo-France en novembre 2022.

## Urbanisme

### Typologie
Au 1er janvier 2024, Soumont-Saint-Quentin est catégorisée commune rurale à habitat dispersé, selon la nouvelle grille communale de densité à 7 niveaux définie par l'Insee en 2022.
Elle est située hors unité urbaine. Par ailleurs la commune fait partie de l'aire d'attraction de Caen, dont elle est une commune de la couronne,. Cette aire, qui regroupe 296 communes, est catégorisée dans les aires de 200 000 à moins de 700 000 habitants,.

### Occupation des sols
L'occupation des sols de la commune, telle qu'elle ressort de la base de données européenne d'occupation biophysique des sols Corine Land Cover (CLC), est marquée par l'importance des territoires agricoles (81,3 % en 2018), en diminution par rapport à 1990 (84,2 %). La répartition détaillée en 2018 est la suivante : 
terres arables (63,1 %), forêts (9,6 %), zones agricoles hétérogènes (9,3 %), zones urbanisées (9,1 %), prairies (8,9 %). L'évolution de l'occupation des sols de la commune et de ses infrastructures peut être observée sur les différentes représentations cartographiques du territoire : la carte de Cassini (XVIIIe siècle), la carte d'état-major (1820-1866) et les cartes ou photos aériennes de l'IGN pour la période actuelle (1950 à aujourd'hui).

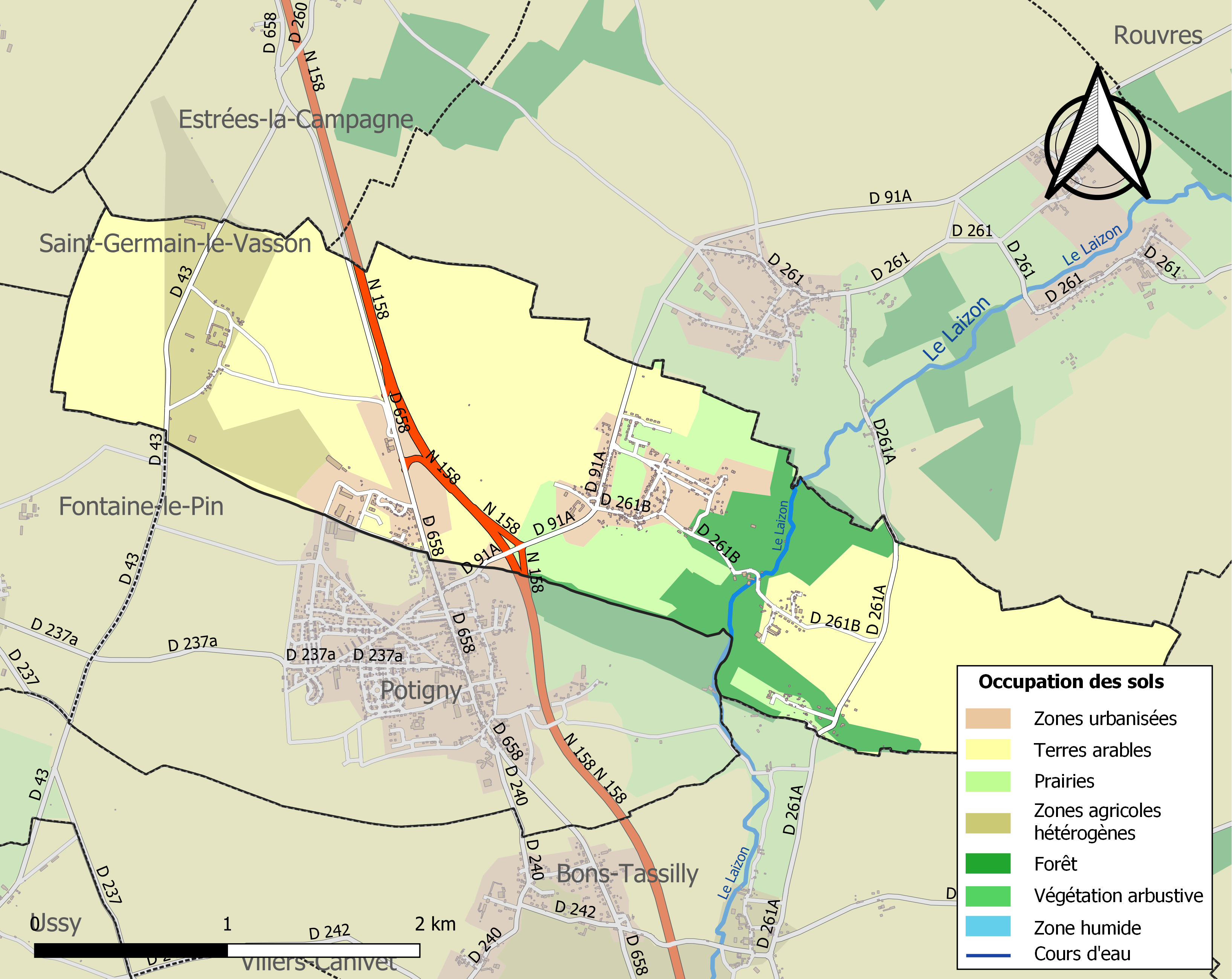
Carte des infrastructures et de l'occupation des sols de la commune en 2018 (CLC).

## Toponymie
Le nom de la localité est attesté sous la forme latinisée Sub Montibus en 1180.
Le toponyme est issu du latin sub, « au-dessous de », et mons, « montagne, mont ».
Saint-Quentin-de-la-Roche (Sanctus Quintinus de Roca) est une commune réunie à Tassilly, qui prend le nom de Saint-Quentin-Tassilly, puis Saint-Quentin-Tassilly est partagée en deux sections, dont l'une (Saint-Quentin) est réunie à Soûmont, sous le nom de Soûmont-Saint-Quentin.
 
La paroisse de Saint-Quentin-de-la-Roche était dédiée à Quentin, apôtre évangélisateur de la Gaule au IIIe siècle.

## Histoire
En 1854, l'ancienne commune de Saint-Quentin-de-la-Roche — qui avait été réunie à la commune de Tassilly en 1833 pour former Saint-Quentin-Tassilly — est absorbée par Soumont qui prend alors le nom de Soumont-Saint-Quentin.
En 1902 est accordée la Concession de Soumont-Saint-Quentin, qui recouvre une superficie de 773 hectares, ce qui en fait la plus grande mine de fer de l'Ouest. C'est la SMS (Société des mines de Soumont) qui est chargée de la production. L'activité cessera le 28 juillet 1989, à la suite de la décision de la SMN (Société métallurgique de Normandie), client unique de la mine, d'utiliser d'autres types de minerais. En 1928-1929 a eu lieu une grande vague d'immigration principalement composée de Polonais devenus ouvriers à la mine. Près des trois quarts de la main-d'œuvre de la mine est polonaise. Aujourd'hui encore, de nombreux habitants du village (ainsi que de Potigny, village voisin) ont des noms à consonance polonaise. Les archives de la Société des mines de Soumont sont conservées aux Archives départementales du Calvados.

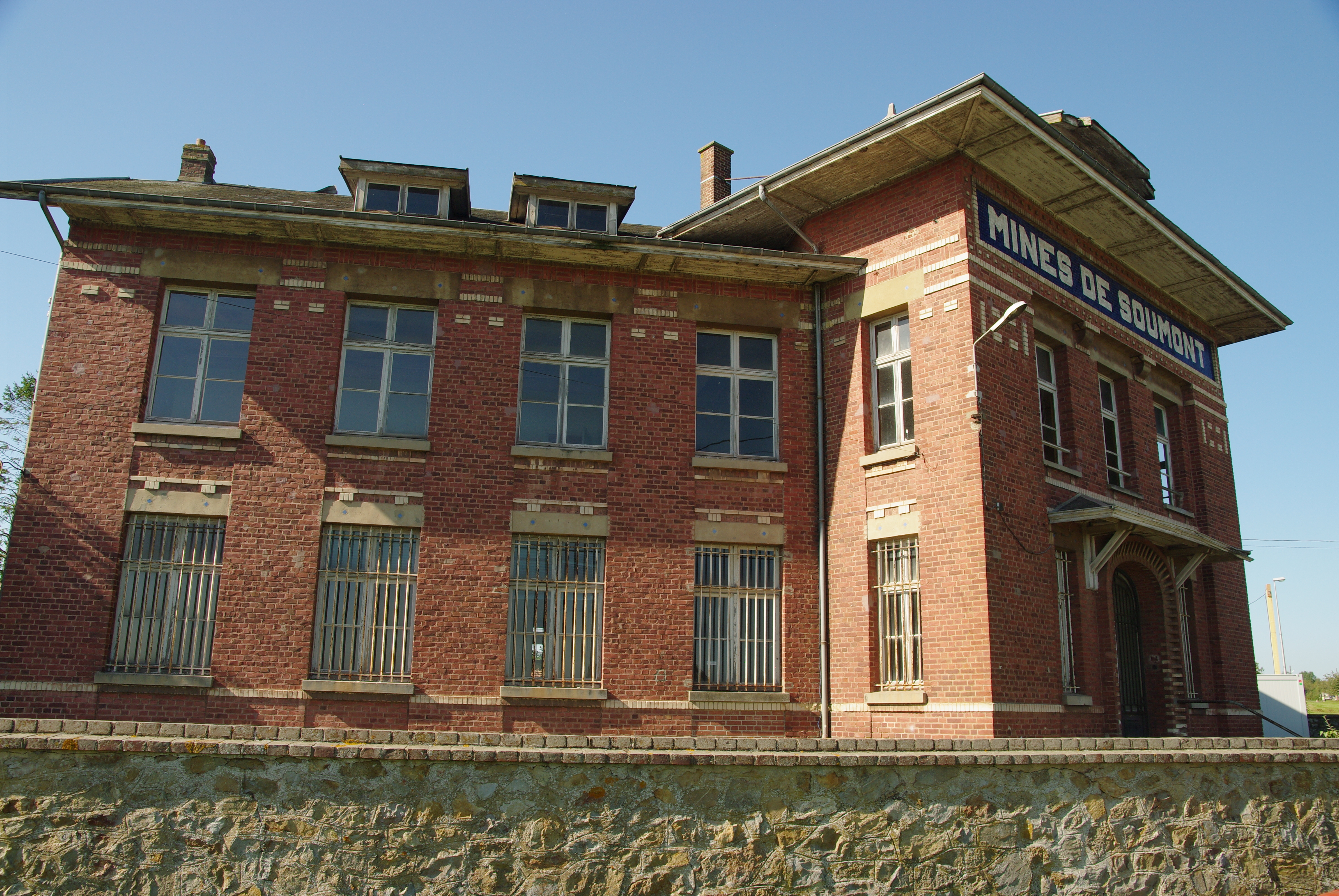
Le bureau des mines de Soumont-Saint-Quentin.
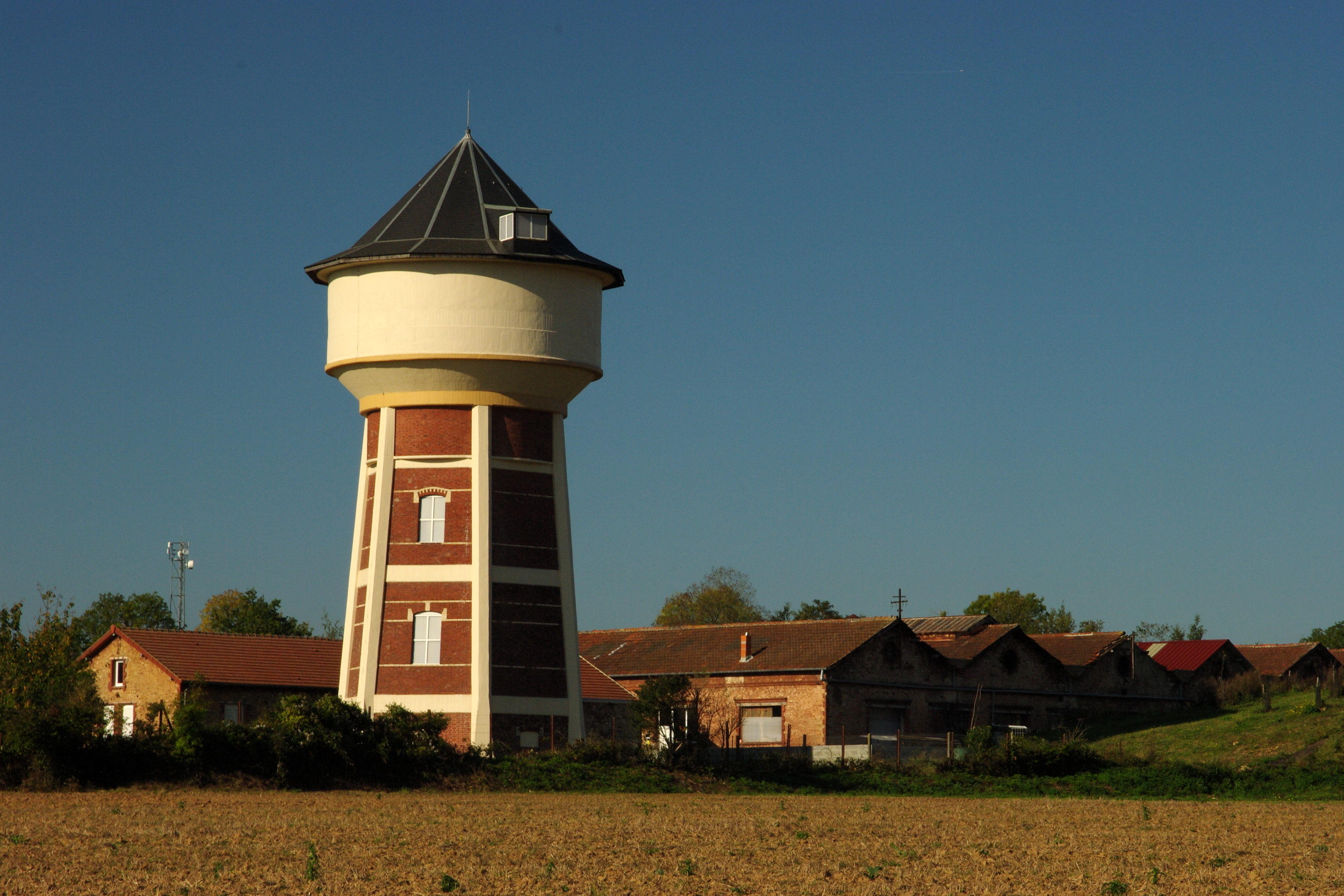
Le château d'eau de l'ancienne mine.

## Politique et administration
| Période                                  | Période      | Identité       | Étiquette | Qualité             |
| ---------------------------------------- | ------------ | -------------- | --------- | ------------------- |
| ?                                        | 1995         | Jean Crocis    |           |                     |
| 1995                                     | juillet 2020 | Jean-Luc Marie | DVG       | Instituteur         |
| juillet 2020                             | En cours     | Laure Meudec   | SE        | Secrétaire générale |
| Les données manquantes sont à compléter. |              |                |           |                     |

Le conseil municipal est composé de quatorze membres (pour quinze sièges) dont le maire et trois adjoints.

## Démographie
L'évolution du nombre d'habitants est connue à travers les recensements de la population effectués dans la commune depuis 1793. Pour les communes de moins de 10 000 habitants, une enquête de recensement portant sur toute la population est réalisée tous les cinq ans, les populations de référence des années intermédiaires étant quant à elles estimées par interpolation ou extrapolation. Pour la commune, le premier recensement exhaustif entrant dans le cadre du nouveau dispositif a été réalisé en 2007.
En 2022, la commune comptait 635 habitants, en évolution de +17,38 % par rapport à 2016 (Calvados : +1,58 %, France hors Mayotte : +2,11 %).
Soumont-Saint-Quentin a compté jusqu'à 593 habitants en 1968.
| 1793 | 1800 | 1806 | 1821 | 1831 | 1836 | 1841 | 1846 | 1851 |
| ---- | ---- | ---- | ---- | ---- | ---- | ---- | ---- | ---- |
| 340  | 309  | 387  | 346  | 351  | 352  | 351  | 346  | 479  |

| 1856 | 1861 | 1866 | 1872 | 1876 | 1881 | 1886 | 1891 | 1896 |
| ---- | ---- | ---- | ---- | ---- | ---- | ---- | ---- | ---- |
| 430  | 428  | 440  | 419  | 361  | 334  | 282  | 272  | 262  |

| 1901 | 1906 | 1911 | 1921 | 1926 | 1931 | 1936 | 1946 | 1954 |
| ---- | ---- | ---- | ---- | ---- | ---- | ---- | ---- | ---- |
| 227  | 250  | 341  | 318  | 355  | 492  | 327  | 294  | 425  |

| 1962 | 1968 | 1975 | 1982 | 1990 | 1999 | 2006 | 2007 | 2012 |
| ---- | ---- | ---- | ---- | ---- | ---- | ---- | ---- | ---- |
| 485  | 593  | 579  | 561  | 530  | 480  | 548  | 558  | 530  |

| 2017 | 2022 | - | - | - | - | - | - | - |
| ---- | ---- | - | - | - | - | - | - | - |
| 542  | 635  | - | - | - | - | - | - | - |

| 1793 | 1800 | 1806 | 1821 | 1831 |
| ---- | ---- | ---- | ---- | ---- |
| 130  | 139  | 156  | 116  | 115  |

## Lieux et monuments
- Le rempart de l'éperon barré de la Brèche-au-Diable[28].
- Les restes d'un château du XVe siècle au sud de l'église de Soumont-Saint-Quentin. Un bâtiment rectangulaire, entouré de fossés d'eau, est flanqué d'une tourelle pentagonale[29].
- L'église Saint-Quentin, des XIIe, XIIIe et XIVe siècles, classée au titre des monuments historiques par arrêté du 30 juin 1910[30].
- L'église d'Aizy, du  XIIIe siècle, classée au titre des monuments historiques par arrêté du 3 novembre 1911[31].
- Le tombeau de Marie Joly, inscrit au titre des monuments historiques par arrêté du 7 décembre 1970[32].
- Le site de la Brèche au Diable : l'absence d'une croyance locale ne permit pas de comprendre que le Laizon, une si petite rivière, puisse couper une barrière de grès : saint Quentin serait tombé dans un lac formé par cette rivière et la barre de grès. Sauvé miraculeusement de ces eaux dont on disait qu'elles seraient l'une des entrées de l'Enfer, Dieu accorda une requête à saint Quentin envers Satan. Il demanda donc la disparition de ce lac et le diable, d'un coup de sa queue, créa une brèche dans cette barre.
- La chapelle de Saint-Quentin-de-la-Roche, du  XIIIe siècle, inscrite au titre des monuments historiques par arrêté du 21 juin 1927[33].
- Les menhirs des Longrais, classés au titre des monuments historiques par décret du 3 avril 1978[34].
- Un abri sous roche et des polissoirs à silex.

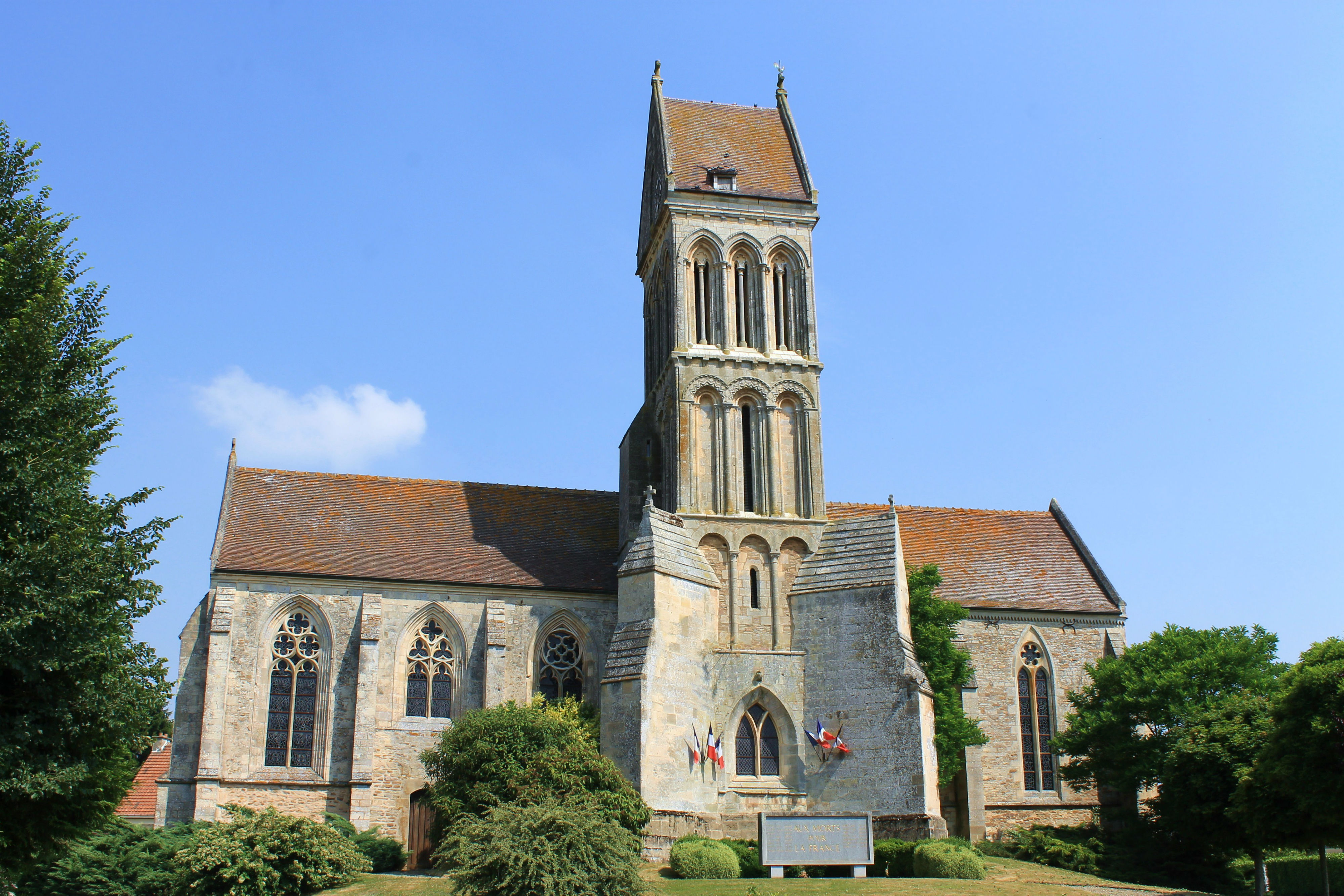
L'église Saint-Quentin.
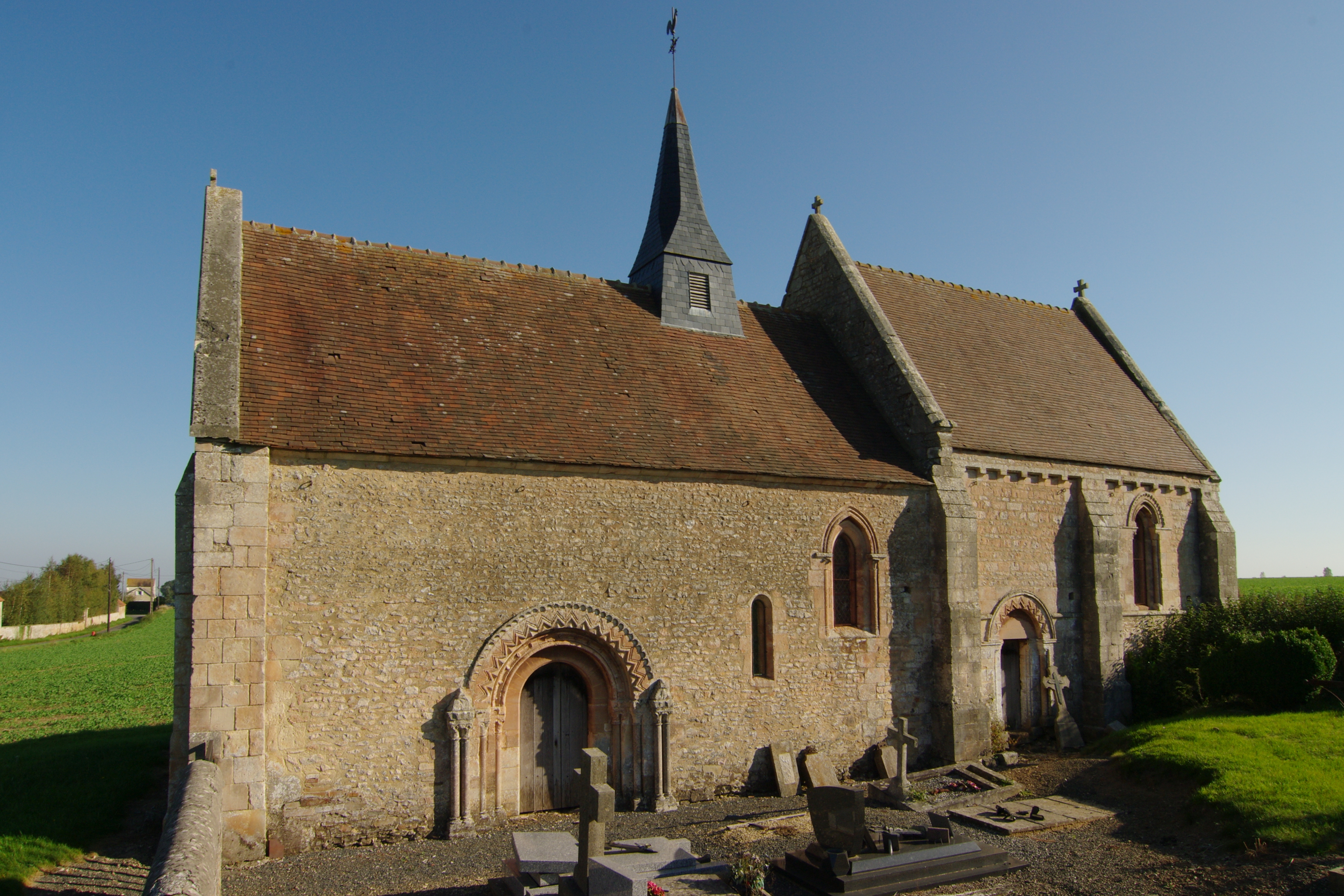
L'église d'Aizy.
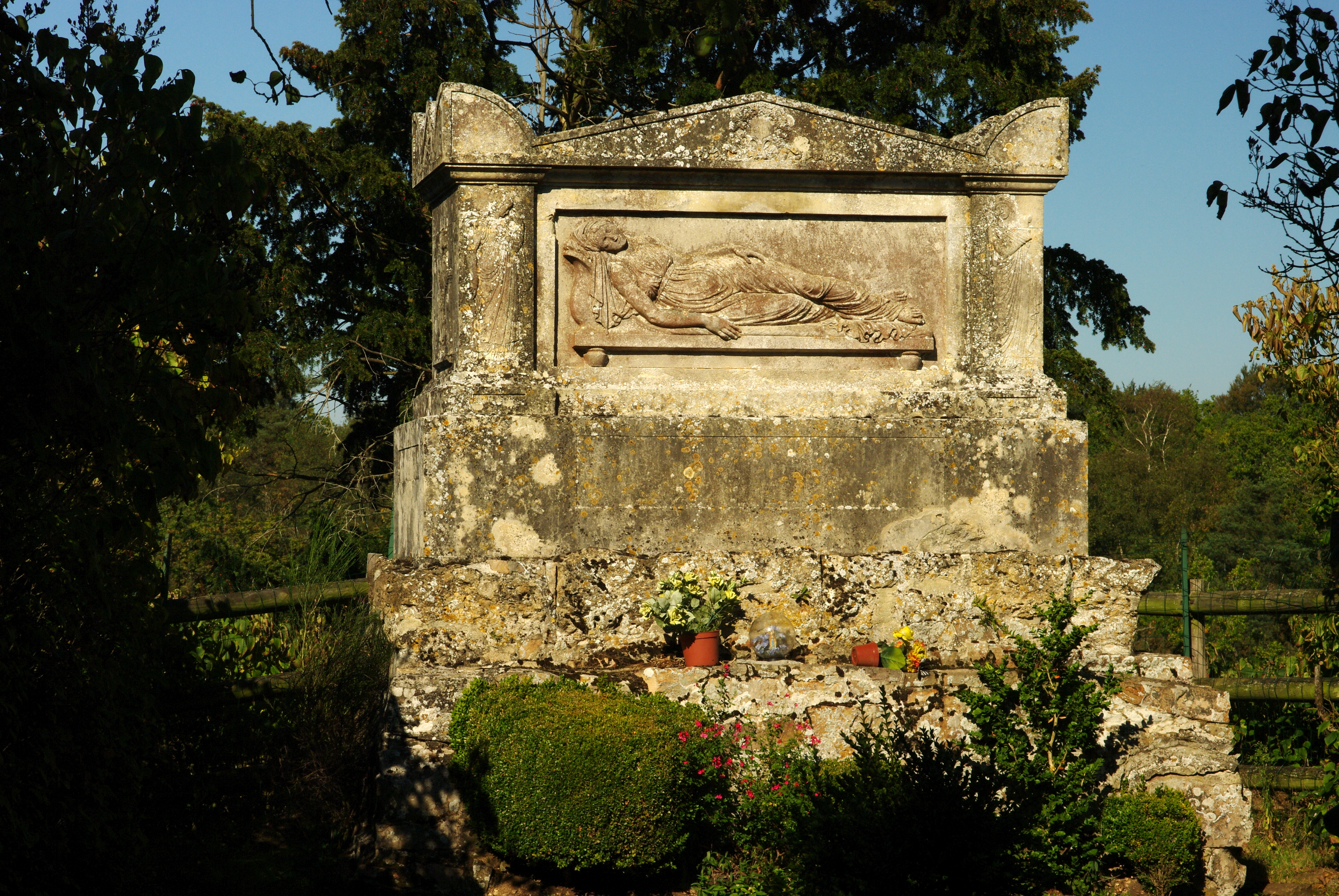
Le tombeau de Marie Joly.
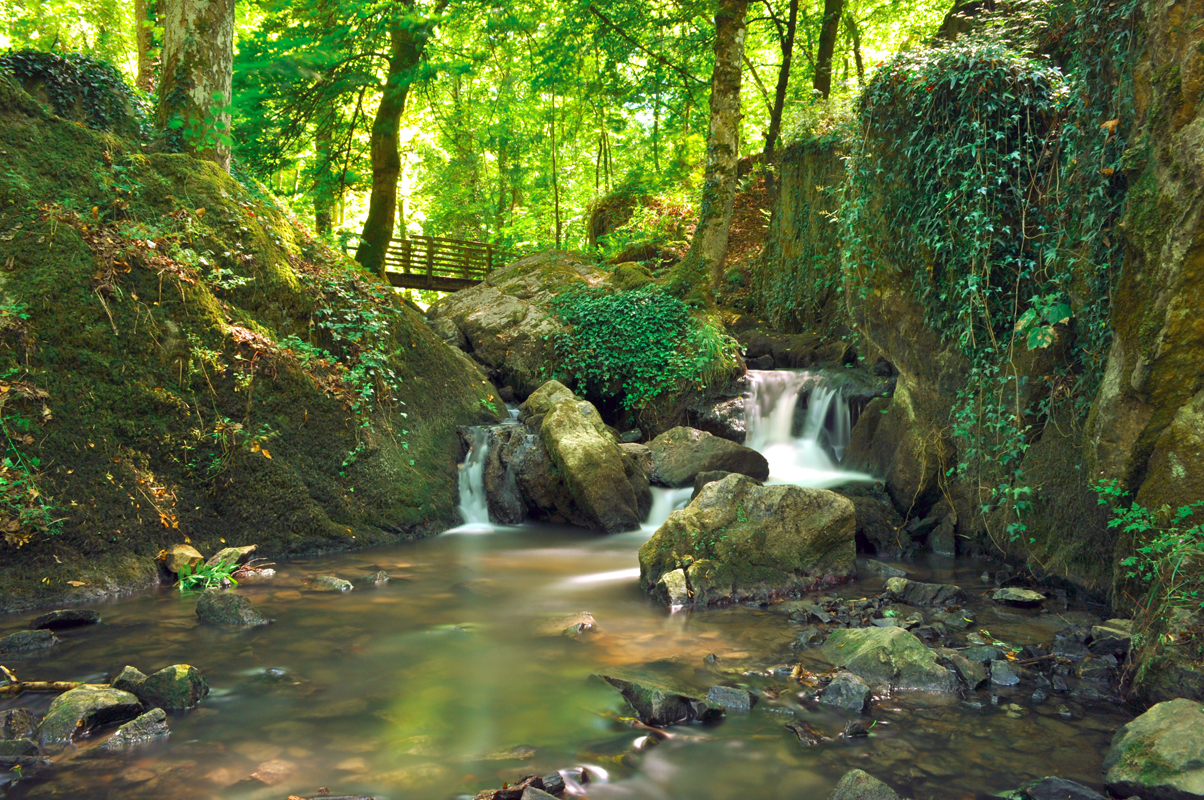
La Brèche au Diable.
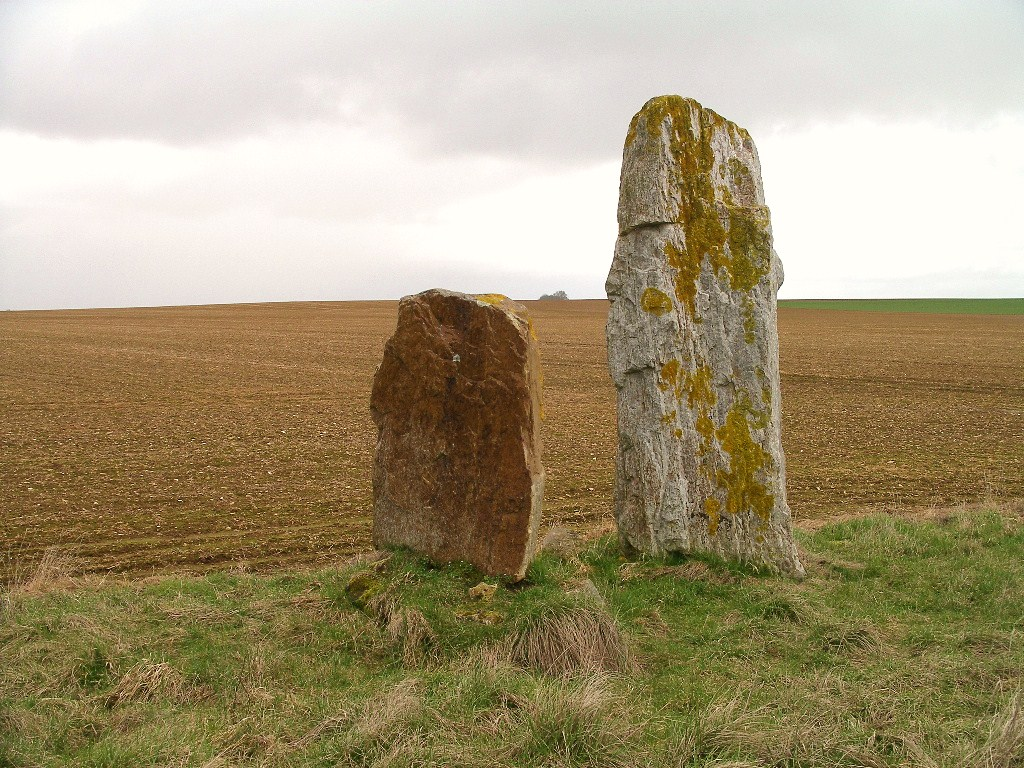
Les menhirs des Longrais.
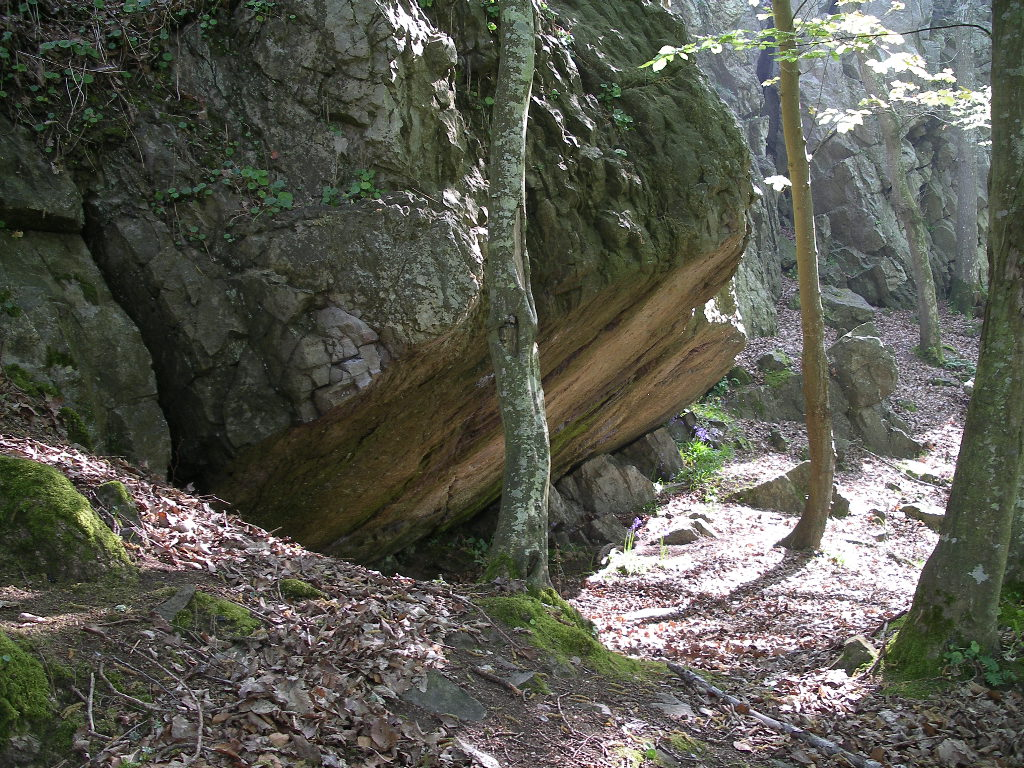
Un abri sous roche.
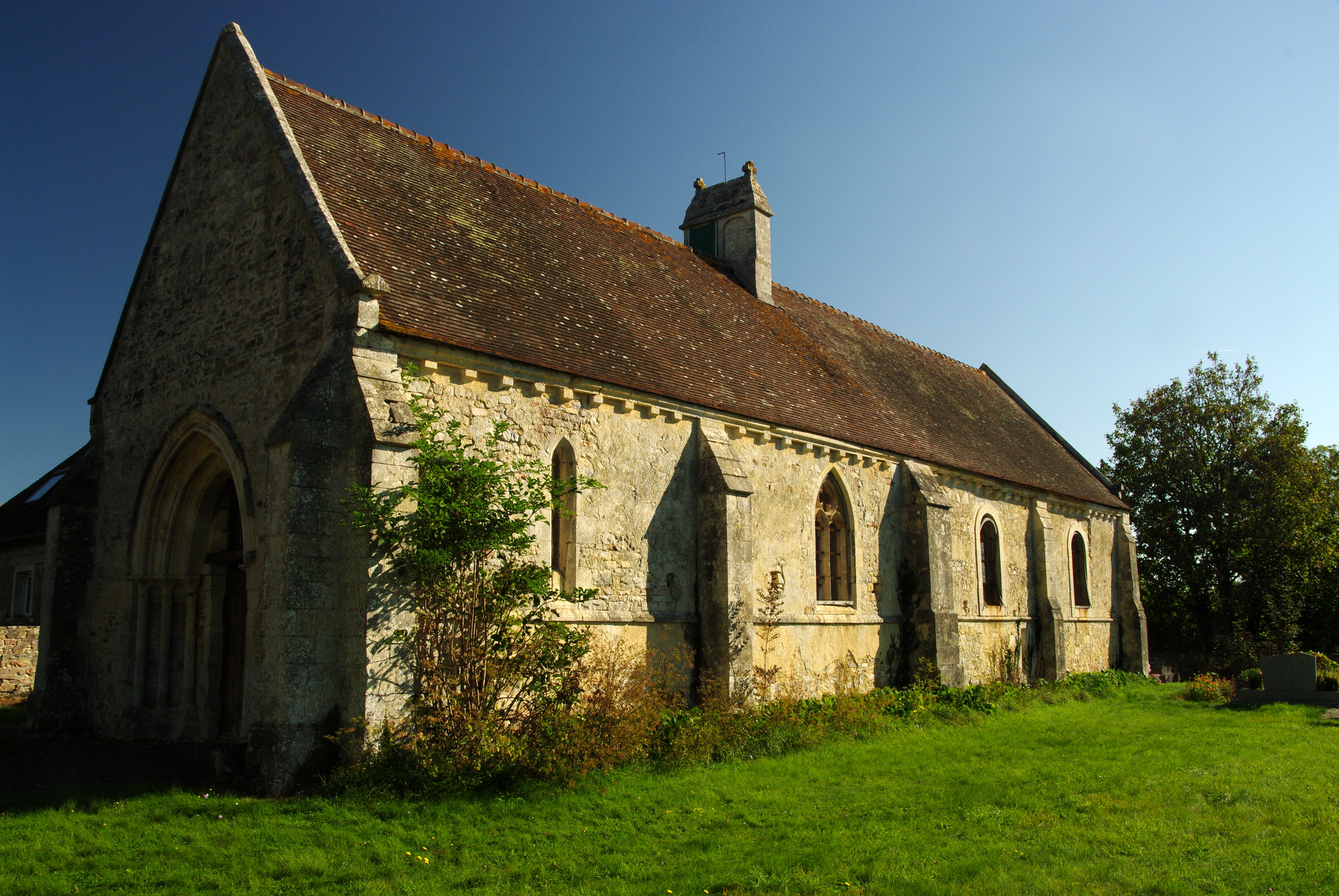
La chapelle de Saint-Quentin-de-la-Roche, sur le mont Joly.

## Activité et manifestations
Le comité des fêtes a été arrêté en 2008. Depuis le 15 mai 2014, quelques habitants ont décidé de le recréer. Il compte douze membres actifs[réf. souhaitée].

## Personnalités liées à la commune
- Marie-Élisabeth Joly (Versailles, 8 avril 1761 - Paris, 5 mai 1798), comédienne, danseuse, sociétaire de la Comédie-Française. Elle épouse Nicolas Fouquet Dulomboy, capitaine de cavalerie, chevalier de l'ordre de Malte, de Saint-Louis, maire de la commune de Saint-Quentin-Tassilly, et propriétaire du manoir de Poussendre, à Tassily[35]. Elle est enterrée près de la chapelle de Saint-Quentin, sur le mont qui porte aujourd'hui son nom. Son tombeau est inscrit au titre des Monuments historiques.